# 阳伊
阳伊（?—?），十六国时期北燕大臣。
阳伊在北燕天王冯弘属下担任尚书。北魏多次派兵讨伐北燕，北燕国势危急，435年，冯弘秘密派遣尚书阳伊去高句丽，请求派军迎接自己避难。436年四月，高句丽长寿王派遣将领葛卢孟光率领几万部众，随同阳伊到和龙（今辽宁省朝阳市）迎接冯弘。五月初五，冯弘率领和龙城中所有百姓东迁。临走前，纵火焚烧了宫殿，大火烧了十天不灭。妇女身披铠甲在大军中间，阳伊等率精兵在外，葛卢孟光率领骑兵殿后，北燕逃亡的队伍前后长达八十余里。